# Katherina Kubenk
Katherina Kubenk (Toronto, 11 de octubre de 1970) es una deportista canadiense que compitió en esquí acrobático, especialista en la prueba combinada. Ganó dos medallas en el Campeonato Mundial de Esquí Acrobático, oro en 1993 y bronce en 1995.

## Medallero internacional
| Campeonato Mundial | Campeonato Mundial   | Campeonato Mundial | Campeonato Mundial |
| Año                | Lugar                | Medalla            | Competición        |
| ------------------ | -------------------- | ------------------ | ------------------ |
| 1993               | Altenmarkt (Austria) | Medalla de oro     | Combinada          |
| 1995               | La Clusaz (Francia)  | Medalla de bronce  | Combinada          |